# Japanische Vierstreifennatter
Die Japanische Vierstreifennatter (Elaphe quadrivirgata, japanisch シマヘビ Shima-Hebi) ist eine Schlangenart aus der Gattung der Kletternattern, die in Japan weit verbreitet ist. Die ungiftigen Nattern sind teilweise baumbewohnend und an ihren schwarzen Längsstreifen erkennbar. Der Bestand der Art gilt als stabil.

## Merkmale und Lebensweise
Die Japanische Vierstreifennatter hat typischerweise einen braungrauen Grundton am Körperrücken auf dem sich vier schwarze Längsstreifen befinden, die der Art ihren Namen verleihen. Bei einigen Individuen sind die Streifen weniger deutlich ausgeprägt. Jungtiere weisen nicht die für adulte Tiere typischen, dunklen Längsstreifen auf, sondern ein quergestreiftes braunes Muster. Die Bauchseite der Insel-Kletternatter ist hellbraun bis gelblich. Das Kinn ist gelblich gefärbt und am Kopf befinden sich hinter den braunen Augen jeweils ein schwarzer Streifen.
Japanische Vierstreifennattern ernähren sich von verschiedensten Kleintieren vor allem jedoch Fröschen wie Pelophylax nigromaculatus. Eine auf der Insel Kinkasan in der Präfektur Miyagi lebende Population ernährt sich dagegen fast ausschließlich von einer einzigen Froschart, Rana tagoi. Die ungiftigen Nattern sind teilweise baumbewohnend. Weibchen legen im Sommer jeweils 4 bis 16 Eier.

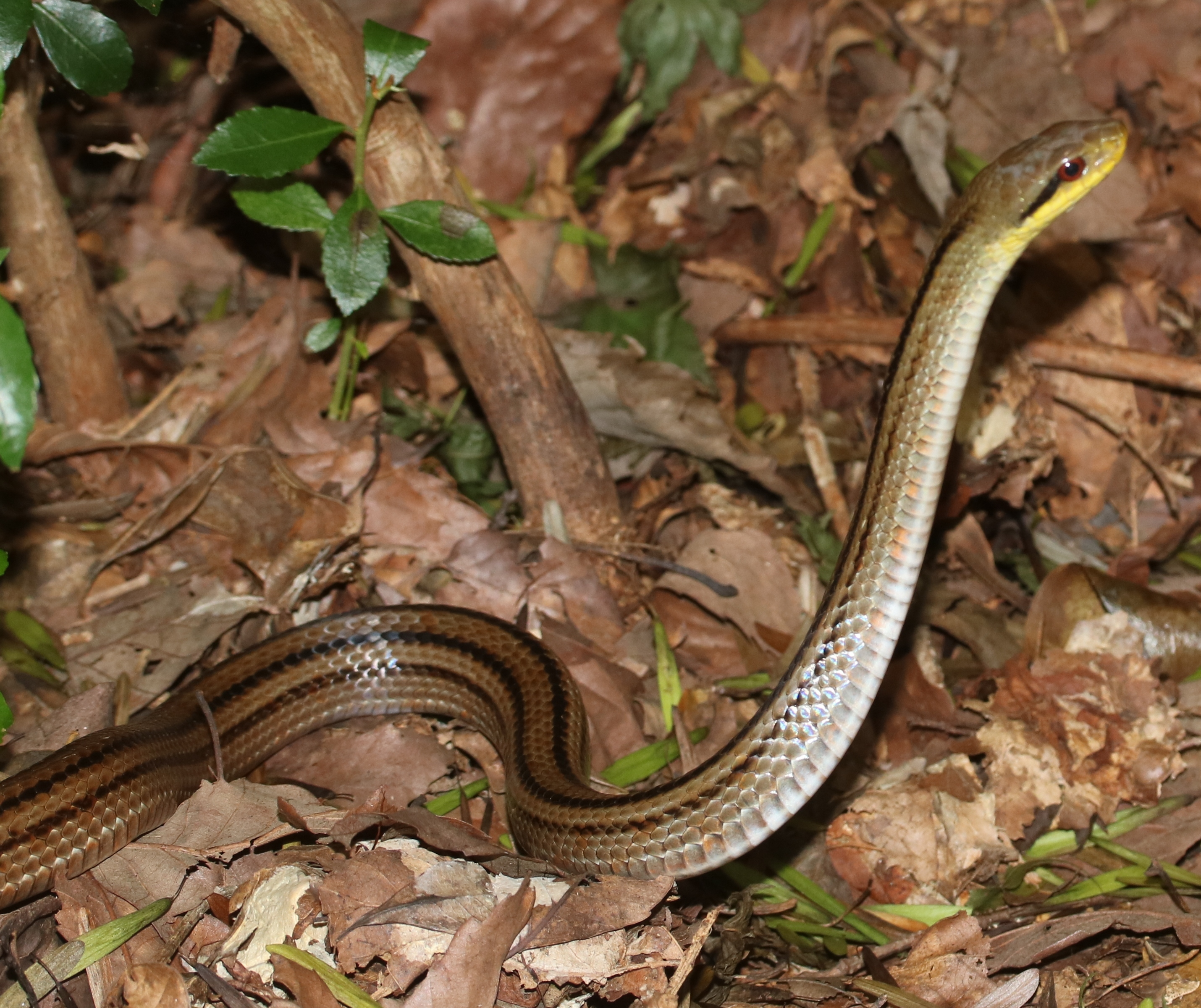
Kopf einer Japanischen Vierstreifennatter
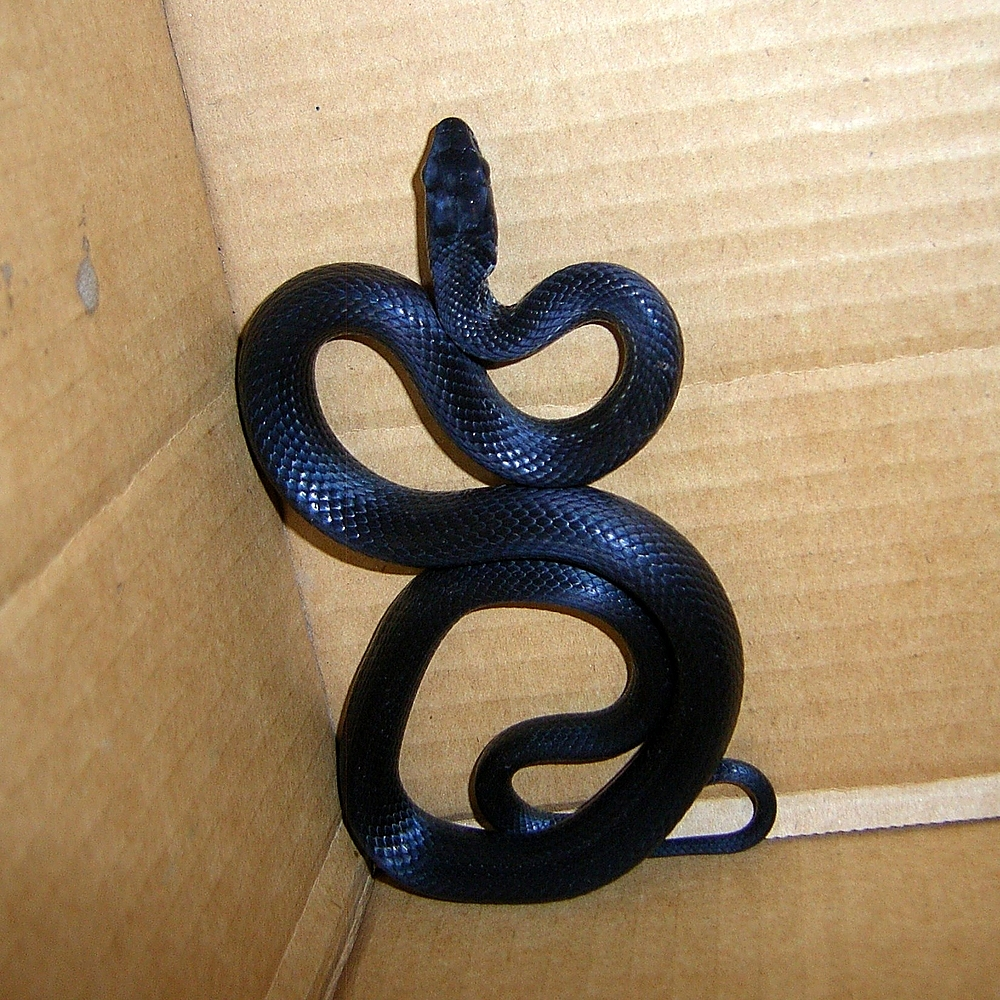
Schwarze Morphe
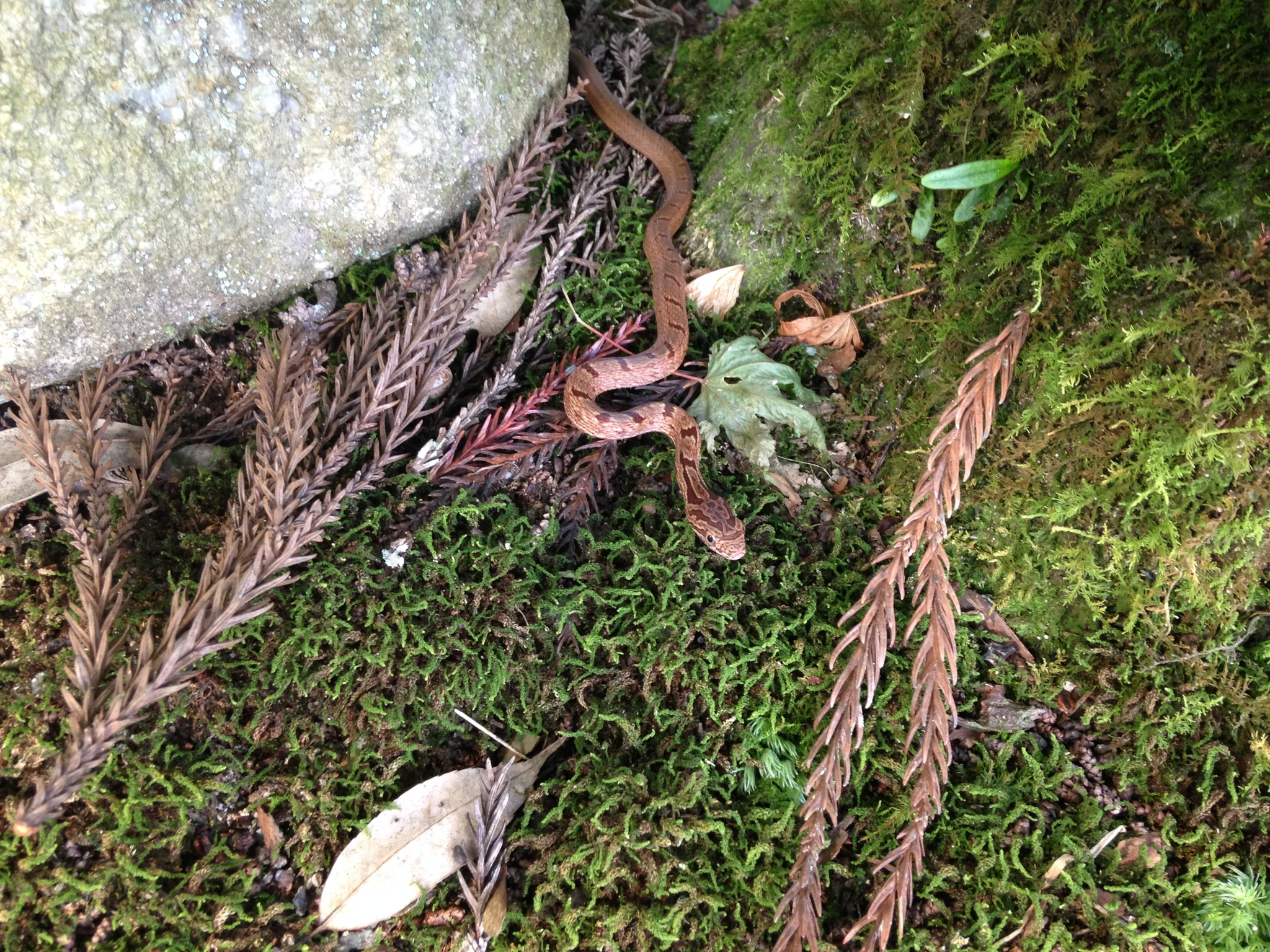
Jungtier
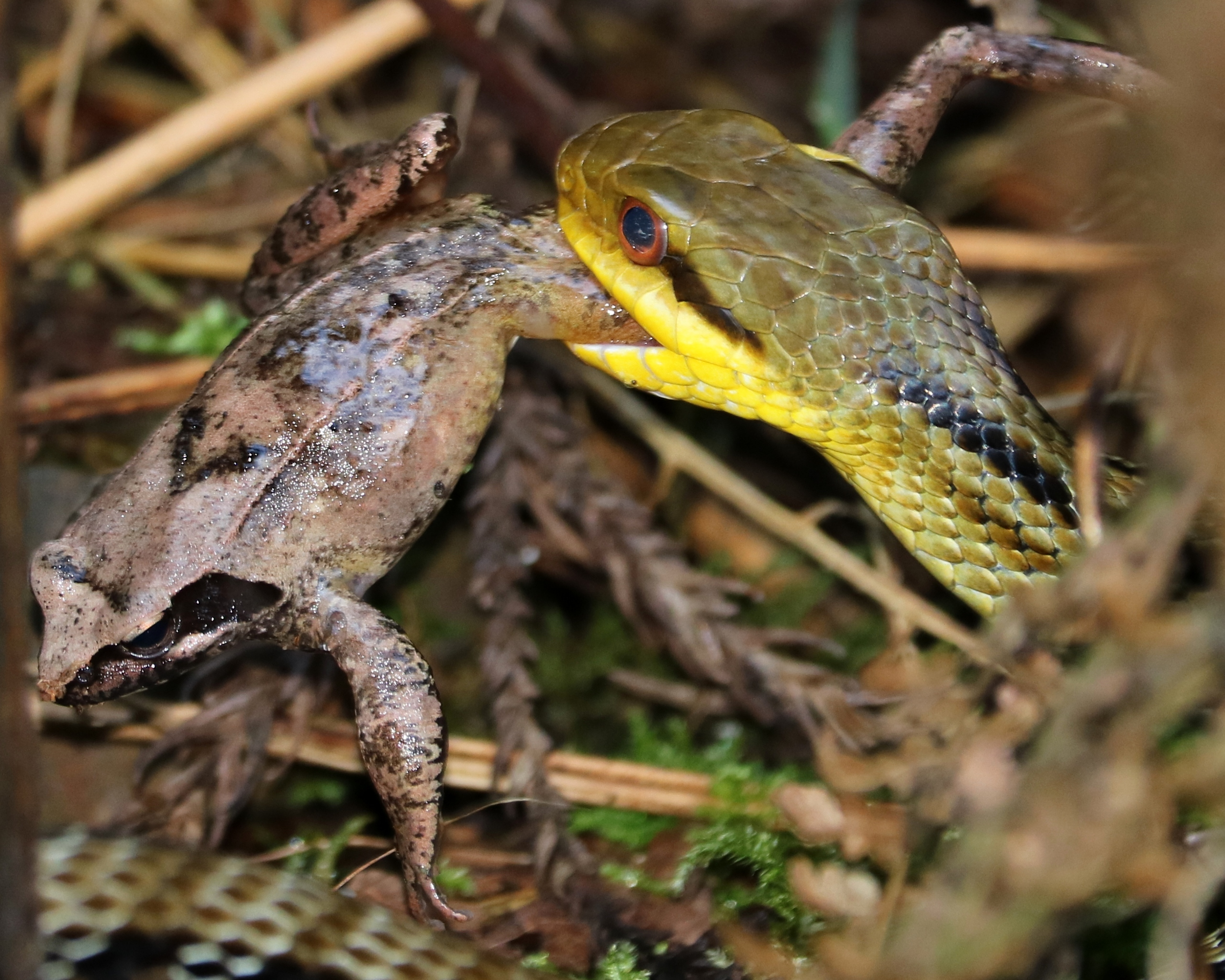
Japanische Vierstreifennatter und ihre Beute
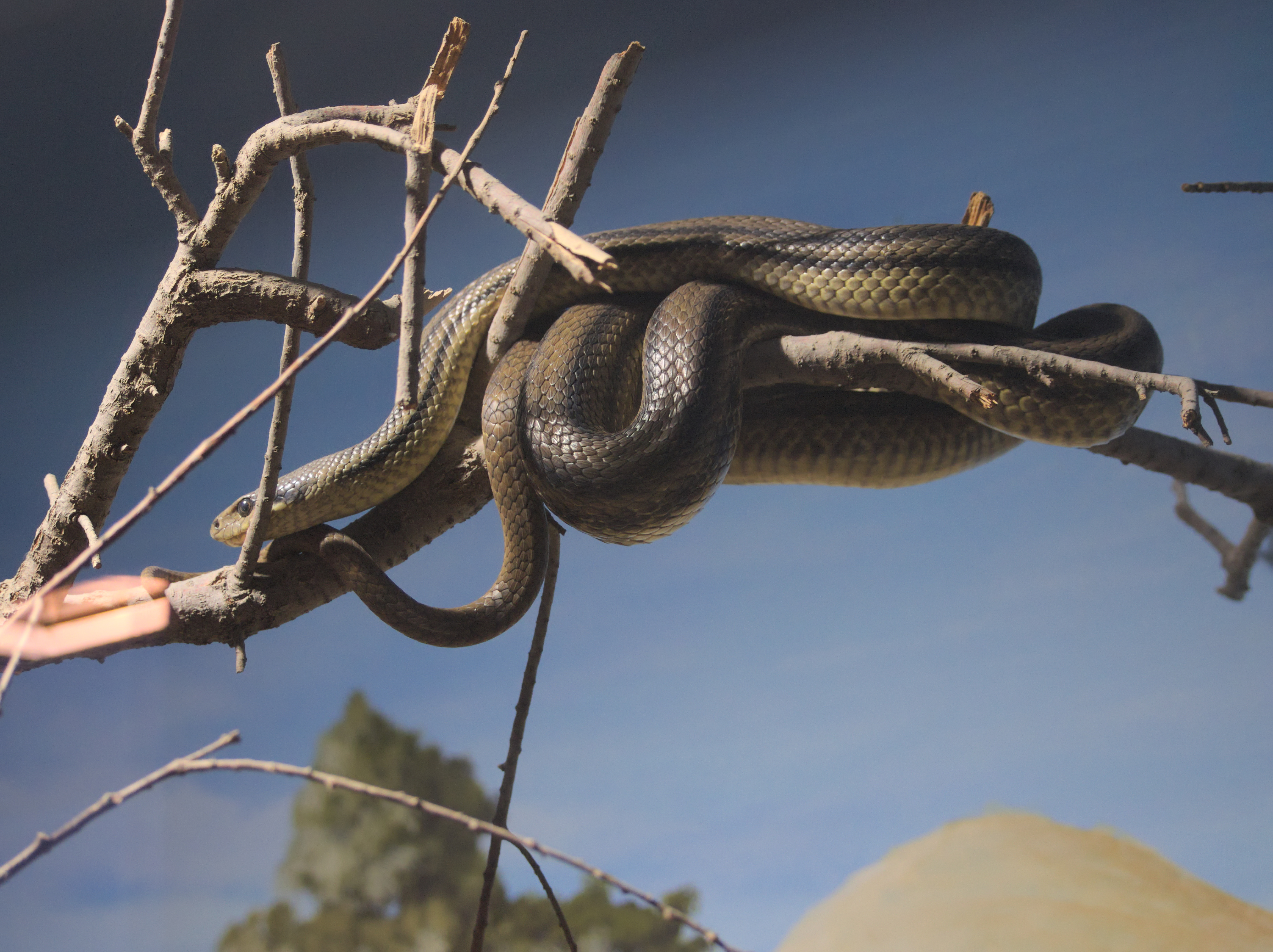
Japanische Vierstreifennatter auf einem Ast
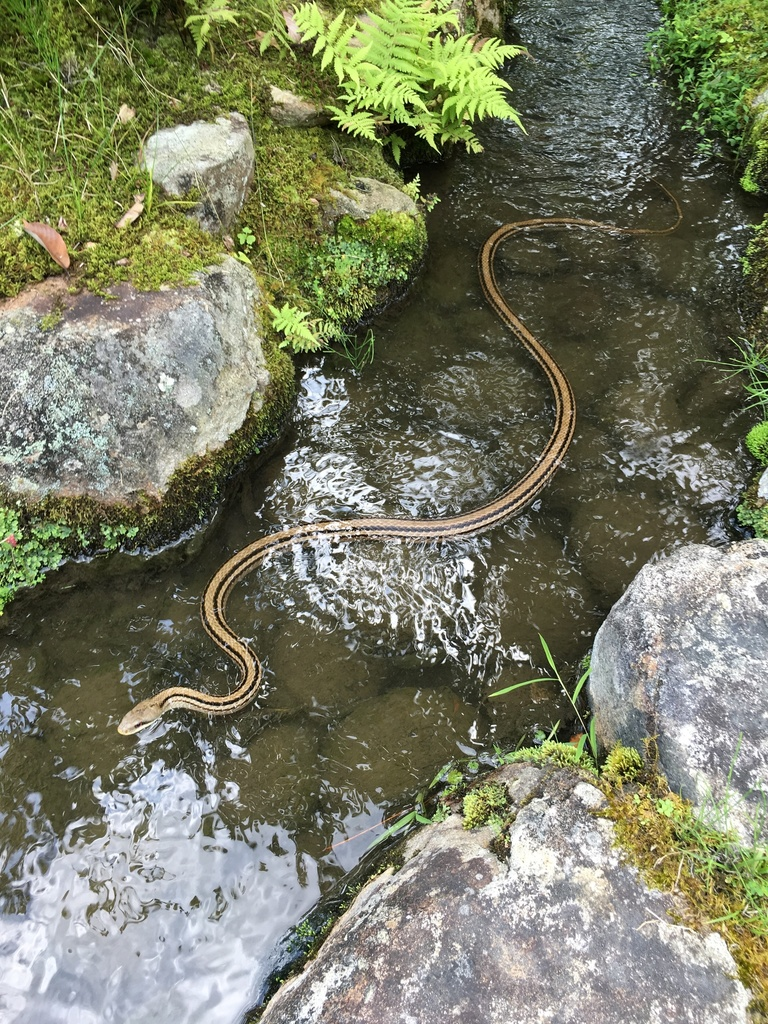
In einem Bach in Nara schwimmend

## Verbreitungsgebiet und Gefährdung
Die Japanische Vierstreifennatter ist in Japan verbreitet. Sie ist dort auf allen vier Hauptinseln (Hokkaidō, Honshū, Shikoku, Kyūshū) sowie auf den südlichen Inseln Yakushima und Tanegashima, den Oki-Inseln und den Izu-Inseln verbreitet. Südlichstes Verbreitungsgebiet ist Kuchinoshima im Norden der Ryūkyū-Inseln. Nördlich Hokkaidōs findet sie sich zudem auf der Insel Kunaschir, die sowohl von Russland als auch Japan beansprucht wird.
Die Art wurde 2017 von der IUCN als nicht gefährdet („Least Concern“) eingestuft, da sie in Japan weit verbreitet ist und keine besonderen Bedrohungen bestehen. Die Population auf Kunaschir scheint ebenfalls stabil zu sein, jedoch ist ein Populationsrückgang durch die Zerstörung von Lebensräumen und den im Jahr 1985 eingeführten Europäischen Nerz zu befürchten.

## Systematik

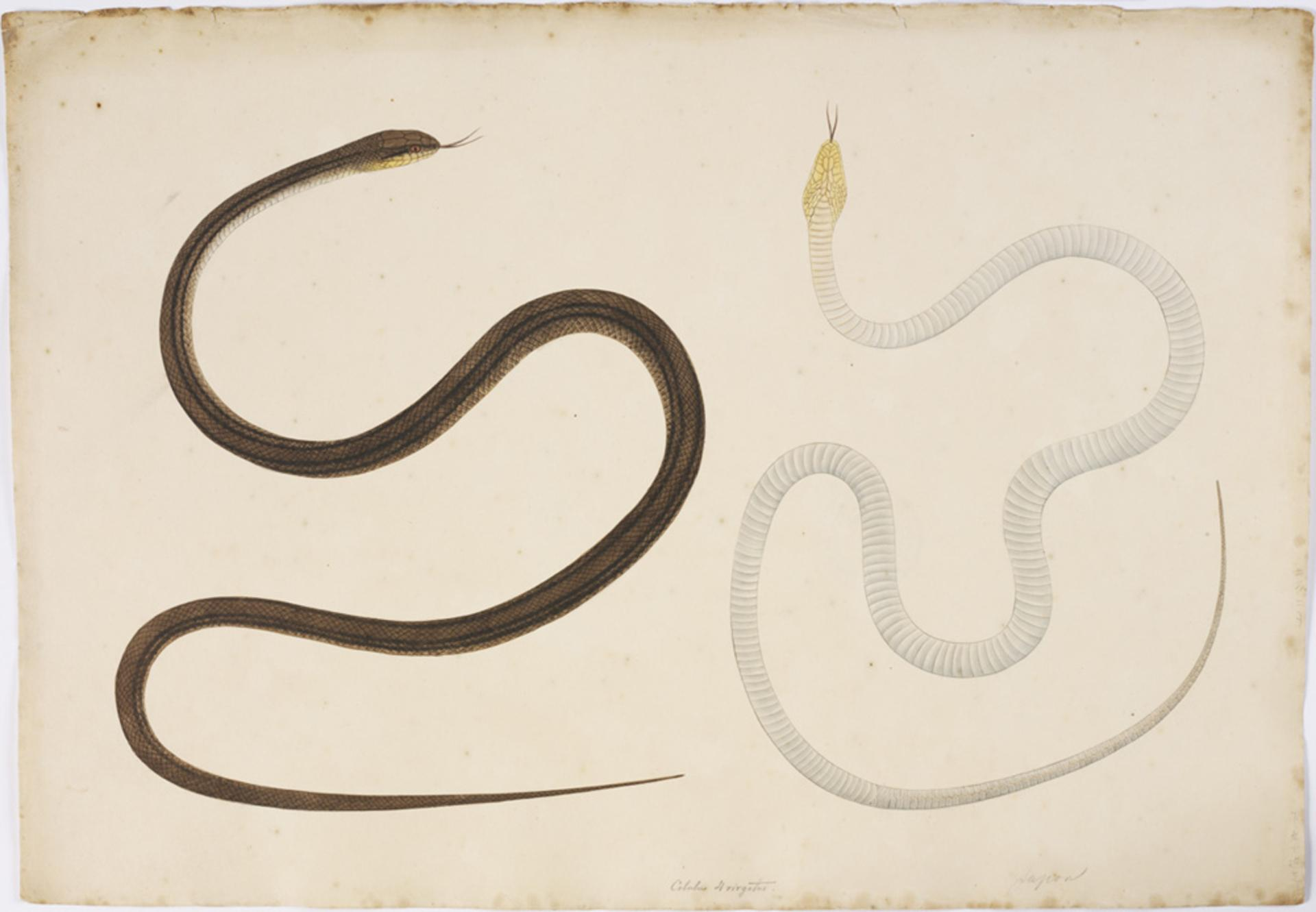
Zeichnung des deutschen Japanforschers Philipp Franz von Siebold, zwischen 1823 und 1829

Die Japanische Vierstreifennatter wurde 1826 von dem deutschen Zoologen Heinrich Boie als Coluber quadrivirgatus erstbeschrieben. In die Gattung Elaphis wurde sie 1858 von dem deutschen Zoologen Albert Günther transferiert.
In der Literatur verwendete Synonyme sind zeitlich sortiert:
- Coluber quadrivirgatus Boie, 1826
- Coluber vulneratus Boie 1826 (fide Stejneger, 1907)
- Coluber virgatus Temminck & Schlegel, 1837 (fide Stejneger, 1907)
- Compsosoma quadrivirgatum Duméril, Bibron & Duméril, 1854
- Elaphis quadrivirgatus Günther, 1858
- Elaphis bilineatus Hallowell, 1860 (fide Stejneger, 1907)
- Leptophidium dorsale Hallowell, 1860 (fide Stejneger, 1907)
- Elaphis quadrivirgatus var. interrupta Jan, 1867 (fide Stejneger, 1907)
- Elaphis quadrivirgatus var. atra Jan, 1867 (fide Stejneger, 1907)
- Elaphe quadrivirgata Stejneger, 1907